# Max Elto
Max Elto, antes conocidos como Taped Rai, es un grupo musical, sueco que saltó a la fama por colaborar en el sencillo «Just One Last Time», del disc-jockey francés David Guetta. Está conformado por el productor Tom Liljegren y el cantante Alexander Ryberg. Liljegren es también conocido como Taped, destacado por el sencillo «The Question», que salió a la luz, el año 2008, y Toon e integró el trío de música house Sour Grapes.

## Discografía

### Sencillos
- 2013: «Shadow of The Sun»
- 2013: «Backyard Animals»[2]

- 2015: <<Somebody Like You>>
- 2015: <<Taped Rai EP>> (Álbum)

### Colaboraciones
| 2012                                                               | "Just One Last Time" (David Guetta con Taped Rai) | 82 | 31 | 14 | 45 | 16 | 100 | 24 | 25 | 44 | 20 | Nothing but the Beat 2.0 |
| "—" indica que el sencillo no ingresó en la lista o no fue lanzado |                                                   |    |    |    |    |    |     |    |    |    |    |                          |